# كينيث سترونغ
كينيث ويليام دوبسون سترونغ (بالإنجليزية: Kenneth Strong)‏ الحاصل على رتبة الإمبراطورية البريطانية، وعلى وسام الحمام (من مواليد 9 سبتمبر من عام 1900 وتوفي في 11 يناير من عام 1982) كان كبير ضباط في الجيش البريطاني، خدم في فترة الحرب العالمية الثانية، ورُقّي بعدها لمرتبة المدير العام للاستخبارات. خدم سترونغ بعد تخرجه من أكاديمية ساندهيرست العسكرية الملكية في الكتيبة الأولى ضمن القوات الملكية الاسكتلندية وكان ذلك في عام 1920. تطوع سترونغ -بعد خدمته مع كتيبته- كضابط استخبارات في إيرلندا، وخدم كمترجم فوري من عام 1920 وحتى عام 1922، وكان ذلك خلال فترة حرب الاستقلال الأيرلندية، فُرز بعدها إلى ألمانيا للعمل مع جيش الراين البريطاني. عاد سترونغ في عام 1935 إلى ألمانيا كعضو في القوات الدولية التي تولت مهمة الإشراف على استفتاء تحديد مصير إقليم السار. انضم بعد ذلك إلى قسم الاستخبارات الألمانية في وزارة الحربية. أصبح في عام 1937 مساعدًا للملحق العسكري في برلين.
أصبح سترونغ في شهر أغسطس من عام 1939 رئيسًا للقسم الألماني داخل الدائرة 14 من الاستخبارات العسكرية البريطانية، وذلك بعد فترة قصيرة من اندلاع الحرب العالمية الثانية. قاد سترونغ في عام 1941 الكتيبتين الرابعة والخامسة في القوات الملكية الاسكتلندية، وذلك قبل أن يصبح عميد استخبارات في الأركان العامة ضمن قوات الوطن البريطانية في عام 1942. عُيّن سترونغ في شهر مارس من عام 1943، كمساعد رئيس جهاز الاستخبارات (جي-2) في مقر قيادة قوة الحلفاء التابع للجنرال دوايت أيزنهاور. حضر كينيث سترونغ المحادثات التي أفضت إلى الهدنة بين إيطاليا وقوات الحلفاء، وانضم في شهر مايو من عام 1944 إلى القوة الاستطلاعية التابعة لمقر القيادة العليا للقوات المتحالفة التابعة للجنرال أيزنهاور، ولعب دورًا رياديًا في المحادثات التي أفضت إلى الاستسلام غير المشروط لألمانيا في عام 1945.
أصبح سترونغ في شهر أغسطس من عام 1945 المدير المساعد لمجلس الحروب السياسية التنفيذي، وأصبح بعد شهر من ذلك رئيسًا للمجلس خلفًا للسير روبيرت هاميلتون بروس لوكهارت. تقاعد من الجيش برتبة لواء في عام 1947 ليتفرغ للخدمة المدنية، إذ عُيّن في بداية الأمر كمدير عام لإدارة الاستخبارات السياسية في وزارة الخارجية. كان سترونغ أول مدير لمكتب الاستخبارات المشتركة في وزارة الدفاع في عام 1948 وظل في منصبه هذا حتى عام 1964، عندما أصبح أول مدير عام للاستخبارات في وزارة الدفاع. تقاعد من عمله في الخدمة المدنية في عام 1966.

## نشأته
وُلد كينيث ويليام دوبسون في قرية مونتروز، بمقاطعة أنغوس في اسكتلندا في 9 سبتمبر من عام 1900، وكان الذكر الوحيد بين الأبناء الأربعة للعائلة، والده جون سترونغ كان عميد أكاديمية مونتروز، ووالدته هي إيثيل ماي ني دوبسون. تلقى سترونغ تعليمه في أكاديمية مونتروز، وكلية غلينالموند، وفي أكاديمية ساندهيرست العسكرية الملكية.

## بين الحربين
انتُدِب سترونغ في عام 1920 إلى الكتيبة الأولى في القوات الملكية الاسكتلندية. خدم في الكتيبة بين عامي 1920 و 1922  كضابط استخبارات وذلك في فترة حرب الاستقلال الأيرلندية. تطوع سترونغ في عام 1922 للخدمة في جيش الراين البريطاني، ودُرّب فيه كمترجم فوري، ليُرسل في ما بعد إلى ألمانيا ليعمل فيها ابتداءً من عام 1926 وحتى انتهاء احتلال رينلاند (المنطقة التي تُعرف اليوم باسم ألمانيا) في عام 1929. خدم بعدها كضابط في وزارة الدفاع في مالطا وفي جبل طارق.
عاد سترونغ في عام 1935 إلى ألمانيا كعضو في القوات الدولية التي تولت مهمة الإشراف على استفتاء تحديد مصير إقليم السار، ليلتحق بعدها بدائرة الاستخبارات الألمانية في وزارة الحربية. أصبح سترونغ في عام 1937 مساعدًا للملحق العسكري في برلين السير نويل ماسون ماكفارلين، ليتمكن -من خلال خدمته في هذا المنصب- من التعرف على العديد من كبار الضباط العسكريين الألمان بشكل شخصي، ومنهم فيلهلم كايتل. أصبح سترونغ -كما السير نويل ماكفارلين- مقتنعًا بأن الحرب مع ألمانيا كانت وشيكةً ولا مفر منها.

## الحرب العالمية الثانية

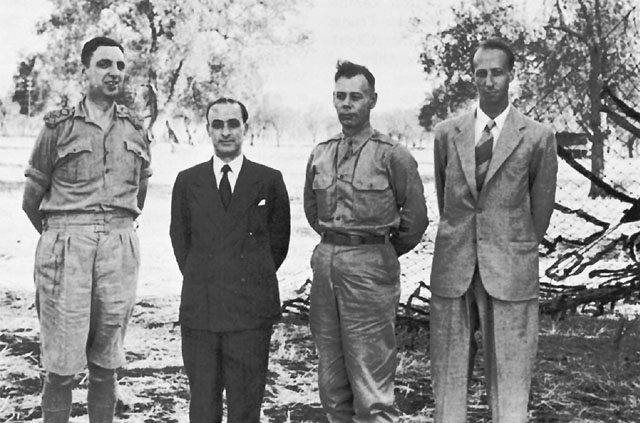
مبعوثون سريون إلى لشبونة

### مقر قوات الحلفاء
عُيّن سترونغ كرئيس للقسم الألماني داخل الدائرة 14 من الاستخبارات العسكرية البريطانية في شهر أغسطس من عام 1939. وعمل في منصبه هذا على إجراء اتصالات مع الاستخبارات الفرنسية، إلى أن سقطت فرنسا في شهر يونيو من عام 1940. توجه اهتمام الدائرة التي يعمل فيها سترونغ -بعد سقوط فرنسا- إلى احتمال الغزو الألماني لبريطانيا. قاد سترونغ في شهر أبريل من عام 1941 الكتبتين الرابعة والخامسة ضمن القوات الملكية الاسكتلندية (وهي جزء من فرقة مشاة السهول الثانية والخمسين). وأصبح في شهر مارس من سنة 1942 عميد استخبارات في الأركان العامة في قوات الوطن التابعة لقيادة الجنرال آلان بروك. تلقى سترونغ رتبة الإمبراطورية البريطانية تقديرًا لخدمته.
عُيّن سترونغ في شهر مارس من عام 1943، كمساعد رئيس جهاز الاستخبارات (جي-2) في مقر قيادة قوة الحلفاء التابع للجنرال دوايت أيزنهاور، خلفًا للعميد إيريك موكلر فيريمان الذي أدى به اعتماده الفائق على مصادر التعمية إلى تفسير نوايا العدو بشكلٍ خاطئ، وهو ما أدى بدوره إلى اندلاع معركة القصرين الكارثية. كانت علاقة سترونغ بآيزنهاور وبمدير مكتبه الجنرال والتر بيديل سميث بشكل خاص علاقة طيبة، وبالأمريكيين بشكل عام أيضًا. كتب ستيفن أمبروز:
كان لسترونغ ضحكةً متفجرة، وتقدير للفكاهة، وقبول مريحًا لطريقة كلام الضباط التابعين للأكاديمية العسكرية الأمريكية الفظة، ولسلوكهم غير الرسمي الذي لم يشبه سلوك وطريقة كلام الضباط البريطانيين. فرض سترونغ حبه على جميع أولئك الآتين من العالم الجديد للمحيط الأطلنطي، أولئك الذين تعرضوا للإهمال بسبب التعب والإرهاق البريطاني، عندما صرح «أفضل الأوقات في حياة الرجل هي عندما يعتاد على محبة الأمريكيين».
سافر كل من سميث وسترونج إلى لشبونة عبر جبل طارق في شهر أغسطس من عام 1943 بملابس مدنية، حيث التقيا مع العميد جوزيبي كاستيلانو في السفارة البريطانية. كان سميث -في الوقت الذي كان يرغب فيه كاستيلانو بوضع شروط انضمام إيطاليا إلى الأمم المتحدة- مفوضًا بإعداد هدنة بين إيطاليا والقوات المسلحة التابعة للحلفاء، ولكنه لم يكن قادرًا على التفاوض بشأن الأمور السياسية. تفاوض لاحقًا -في صقلية- سميث وسترونغ مع كاستيلانو على الحلفاء، وحول شروط الاستسلام الإيطالي. وقع سميث وكاستيلانو في 3 سبتمبر من عام 1943 النص المتفق عليه بالنيابة عن آيزنهاور وبييترو بادوليو بالتتالي، وكان ذلك في مدينة كاسيبيل في صقلية. تلقى كينيث سترونغ في 11 يناير من عام 1944 ترقية لرتبة لواء لما أنجزه من أعمال في مقر قيادة قوة الحلفاء، ومُنح وسام الاستحقاق من قبل الولايات المتحدة الأمريكية في شهر مارس من عام 1944.

### القوة الاستطلاعية التابعة لمقر القيادة العليا للقوات المتحالفة
عندما عُيًن آيزنهاور قائدًا أعلى لقوات الحلفاء في شهر ديسمبر من عام 1943، كان يرغب بطبيعة الحال بنقل الأعضاء الرئيسيين في مقر قيادة قوة الحلفاء –وبينهم سترونغ- معه في مهمته الجديدة.